# الدليل الوطني للشهادات المهنية
يسرد الدليل الوطني للشهادات المهنية (بالفرنسية:Répertoire national des certifications professionnelles أو RNCP) جميع الشهادات المعترف بها في فرنسا والصادرة عن الدولة. الغرض من الدليل هو الحفاظ على المعلومات المحدثة باستمرار والمتاحة حول الدبلومات والألقاب المهنية وشهادات التأهيل في قوائم لجان التوظيف الوطنية المشتركة للقطاعات المهنية.
يتم التعرف على ثلاثة أنواع من الألقاب في نظام التعليم الفرنسي:
- تشهد الشهادة الوطنية أو الدبلوم الوطني بالنجاح في امتحان تنظمه وتصادق عليه الدولة التي تضمن جودته. الشهادة معترف بها وطنيا وأوروبيا من خلال نظام تحويل وتراكم الرصيد الأوروبي. وتصدر في أغلب الأحيان باسم وزارة التربية الوطنية ووزارة التعليم العالي.
- شهادة الدولة أو دبلوم الدولة التي تمنحها وزارة لزاما، ويتم الحصول عليها في نهاية بعض الدورات التدريبية في عدة فروع. غالبًا ما تكون شهادة الدولة مطلوبة لممارسة المهن المنظمة، خاصة في مجالات الصحة والعمل الاجتماعي والترفيه والرياضة.
- الشهادة واللقب للأغراض المهنية، التي تمنحها وزارة لزاما، ويتم الحصول عليها في نهاية بعض الدورات التدريبية، في عدة فروع. وهو أيضًا اعتراف من الدولة، من خلال شهادة ملموسة، بالإتقان المهني، أو في أغلب الأحيان، من قبل المنظمات المهنية من خلال اتفاقيات جماعية.

## التاريخ والغرض

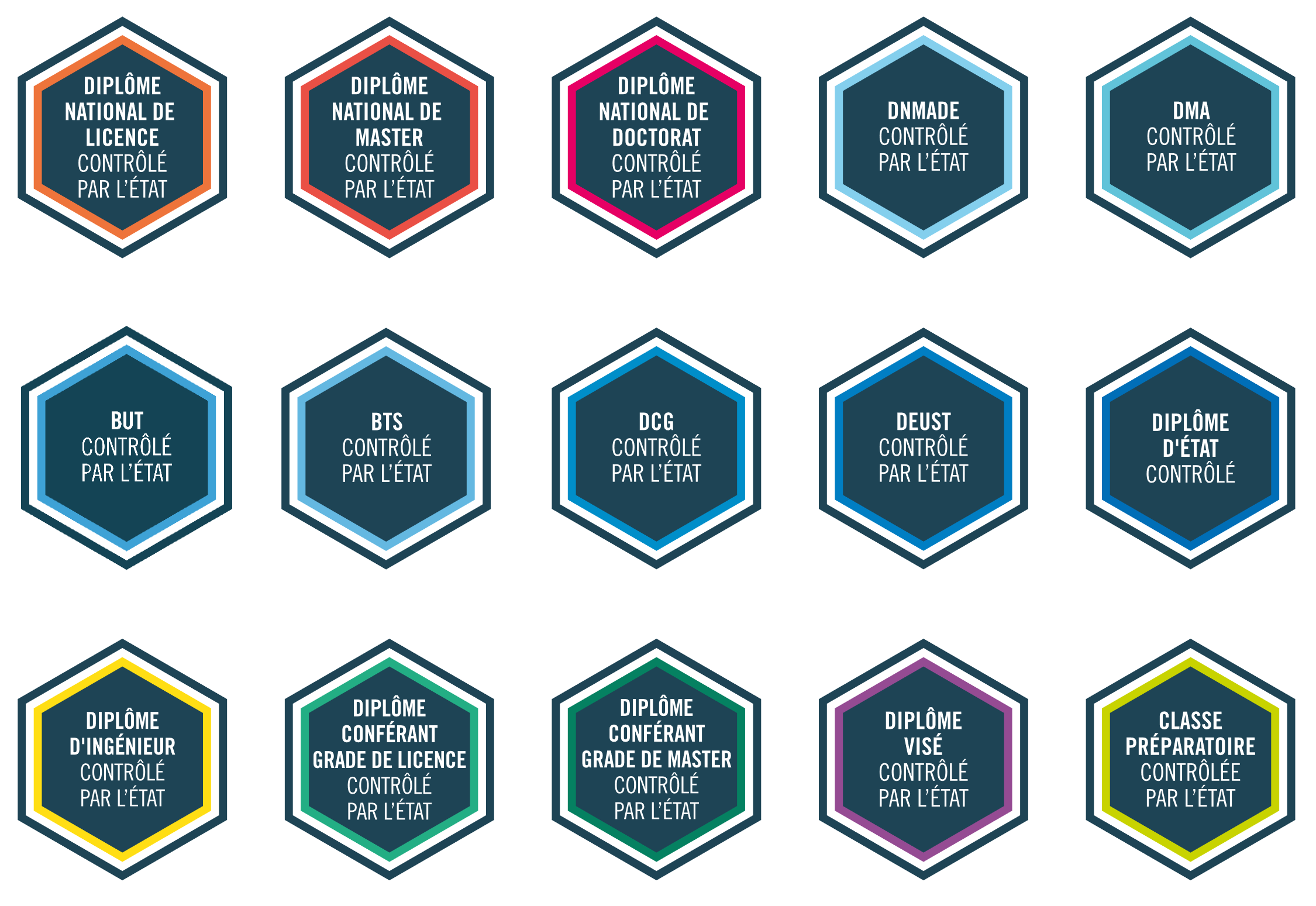
الشعارات التي أنشأتها وزارة التعليم العالي والبحث والابتكار.

في فرنسا، تم إنشاء الدليل الوطني للشهادات المهنية (RNCP) بموجب قانون 17 يناير 2002  وتم تقنينه في المادة L335-6 من قانون التعليم  حتى عام 2018، وهو العام الذي تم فيه نقل تنظيمه إلى المادة ل. 6113-1  من قانون العمل، الذي أنشأه القانون رقم 2018-771 المؤرخ في 5 سبتمبر 2018.
منذ عام 2019، تخضع للمادة L6113-1 من قانون الشغل، والتي جاءت صياغتها من القانون رقم 2018-771 المؤرخ في 5 سبتمبر 2018. اعتبارًا من 1 يناير 2019، تم تفويض إدارتها إلى منظمة الكفاءات الفرنسية التابعة لوزارة العمل والتشغيل والإدماج. تعمل اللجنة الوطنية للشهادات المهنية، الخاضعة لسلطة الوزير المسؤول عن التكوين المهني، على إنشاء وتحديث الدليل الوطني للشهادات المهنية. ويضمن تجديد الشهادات والألقاب وتكييفها مع تطور المؤهلات وتنظيم العمل والمهارات المكتسبة مع مراعاة احتياجات سوق العمل.

### الهدف
ويهدف البرنامج إلى المساهمة في الاعتراف بالدبلومات والألقاب، وبالتالي تسهيل الوصول إلى العمل وإدارة الموارد البشرية والحراك المهني.
الشهادات المسجلة في الدليل معترف بها في جميع أنحاء الأراضي الوطنية والأوروبية من خلال إطار المؤهلات الأوروبي. التسجيل في الدليل الوطني يتعلق فقط بالشهادة نفسها. إذا كان التسجيل لدى الدليل يضمن مستوى التأهيل المهني، فإنه لا يضمن مستواه الأكاديمي كما هو الحال في طابع الدبلوم المعتمد الممنوحة من وزارة التعليم العالي، أو الترخيص بمنح لقب خريج الهندسة.

### التسيير
يتم تصنيف الشهادات والألقاب المهنية في الدليل الوطني للشهادات المهنية حسب مجال النشاط والمستوى.
من 1969 وحتى 2018، كانت مستويات الدراسة في التسميات القديمة لعام 1969 هي المستوى الخامس (شهادة الكفاءة المهنية - CAP وشهادة الدراسات المهنية - BEP)، الرابع (البكالوريا)، الثالث (باك+2)، الثاني (باك+3/ليسانس أو باك+4/ماستر1)، الأول (باك+5/ماستر2/دكتوراه).
أنشئ القانون رقم 73 لسنة 2002 المؤرخ في 17 يناير 2002 المتعلق بالتحديث الاجتماعي الدليل الوطني للشهادات المهنية. في انتظار إنشاء تسمية جديدة، سيتم تصنيف الشهادات هناك بعد الموافقة عليها بقرار من المجموعة الدائمة للتكوين المهني والترقية الاجتماعية لمدونة التعليم.
في 2019، أتاحت معادلة المستويات الدراسية إمكانية إسناد الشهادات المصنفة في التسمية القديمة إلى مستوى في التسمية الجديدة. في هذه التسمية الجديدة، يتم تصنيف مستويات الدراسة على أنها مستويات 1 (تعليم الحضانة)، 2 (التعليم الابتدائي)، 3 (شهادة الكفاءة المهنية CAP وشهادة الكفاءة الوطنية - DNB)، 4 (البكالوريا)، 5 (الدبلوم الجامعي في التكنولوجيا - DUT)، 6 (ليسانس) ، 7 (ماجستير), 8 (دكتوراه).
يمكن تسجيل الدبلوم أو اللقب للأغراض المهنية تلقائيًا في الدليل، وهذا هو الحال بالنسبة للدبلومات والشهادات الأكاديمية التي تؤدي إلى صدور مرسوم وزاري. يمكن أيضًا أن تحتوي الدبلومة أو الشهادة على ملف مخصص مسجل هناك، ومن ثم يكون للملف مدة صلاحية أقصاها خمس سنوات.
عندما يكون للدبلوم دبلوم بمستوى معين كشرط أساسي، فإنه ليس بالضرورة من مستوى أعلى. وبالتالي، فإن الدبلوم الذي يتطلب المستوى 4 للالتحاق به ليس بالضرورة المستوى 5.
تؤثر هذه التسمية على مستوى الدبلوم فيما يتعلق بالمعرفة والمهارات ومستويات المسؤولية والاستقلالية التي توفرها، وفقًا لإطار المؤهلات الأوروبي.
تتم التحديثات بقرار من الإدارة العامة لمهارات فرنسا المنشور في الجريدة الرسمية للجمهورية الفرنسية وعلى موقع مهارات فرنسا الإلكتروني.
بالنسبة للشهادات الصادرة باسم الدولة، يسمى هذا التسجيل "قانونيا" (حتى لو لم يكن تلقائيا). يتم وضع شهادات الليسانس الوطنية في المستوى 6، ودبلومات الماجستير الوطنية في المستوى 7، ودبلوم الدكتوراه الوطنية في المستوى 8. أما بالنسبة للدبلومات والألقاب الأخرى فيتم التسجيل باسم "شهادة"، تمر عبر لجنة فنية، بناء على طلب الجهة المصدرة. هذا الإجراء يماثل الإجراء القديم المتمثل في "الموافقة".
في حالة الدبلومات الفنية أو الاجتماعية المهنية، يتعين على الجهة المسؤولة عن التصديق على الدبلوم جمع "اللجنة الاستشارية المهنية" مؤلفة من ممثلين عن أصحاب العمل (5)، والمنظمات المهنية (2)، والمنظمات النقابية (5)، والسلطات العامة (5)، والشخصيات المؤهلة (3) بالإضافة إلى الأعضاء المنتسبين إلى مركز التوظيف (1) ومركز الدراسات وأبحاث المؤهلات (1).

## تسميات مستويات الدبلوم
تصنف هذه التسمية شهادات المستوى من أدنى مستوى 1 إلى أعلى مستوى 8. انتقلت التسميات القديمة منذ عام 1969 من المستوى الخامس إلى المستوى الأول (أي ما يعادل اليوم درجة الماجستير)، لكنها لم تعد منسجمة مع العديد من الأنظمة الأجنبية بما في ذلك أنظمة النظام الأوروبي، وتم استبدالها في عام 2019 لتسهيل عملية القراءة الدولية لمستويات التدريب. وهي مستوحاة من التصنيف الدولي الموحد للتعليم لعام 2011 الذي وضعته اليونسكو وبناءً على إطار المؤهلات الأوروبية الذي أنشأه الاتحاد الأوروبي.
يتم استخدام التسميات، لا سيما للأغراض الإحصائية، لقياس الدراسات التي أكملها الفرد. يتم استخدامها داخل التعليم الوطني، والوزارات الأخرى التي تصدر شهادات الدولة ولكن أيضًا بواسطة مراكز التوظيف لتصنيف الباحثين عن عمل حسب مستوى التدريب.
| اسم الشهادة                                                     | عدد السنوات بعد البكالوريا | مستوى الدليل للشهادة | المهارات | المستوى السابق (1969-2006) |
| --------------------------------------------------------------- | -------------------------- | -------------------- | --- | -------------------------- |
| روض الأطفال والابتدائية                                         | -                          | المستوى 1 و2         | المستوى 1 يتوافق مع إتقان المعرفة الأساسية. وهو ما يعادل مدرسة الحضانة. يشهد المستوى 2 القدرة على تنفيذ الأنشطة وحل المشكلات الشائعة باستخدام القواعد والأدوات التي تحشد المعرفة المهنية. وهو ما يعادل المدرسة الابتدائية. يتم تنفيذ النشاط بمستوى محدود من الاستقلالية. يتم تدريب شاغلي الوظائف على شغل مناصب كمشرفين أو عمال غير ماهرين. | المستوى الخامس             |
| شهادة الكفاءة المهنية شهادة الكفاءة الوطنية شهادة التعليم العام | -                          | المستوى 3            | المستوى 3 يشهد القدرة على تنفيذ الأنشطة من خلال تطبيق الأساليب والأدوات والمواد والمعلومات الأساسية، في سياق معروف، وتكييف وسائل التنفيذ والسلوك مع الظروف. يتم تدريب الخريجين، على شغل وظائف كمعلمين أو عمال مؤهلين. | المستوى الخامس             |
| شهادة البكالوريا                                                | باك                        | المستوى 4            | يشهد المستوى 4 القدرة على تنفيذ الأنشطة التي تحشد مجموعة واسعة من المهارات، وتكييف الحلول الحالية لحل مشاكل محددة، وتنظيم عمل الفرد بشكل مستقل في سياقات يمكن التنبؤ بها ولكنها عرضة للتغيير. يتم تدريب خريجي البكالوريا لشغل وظائف كأساتذة أو عمال ماهرين.                                                                                | المستوى الرابع             |
| شهادة التقني العالي الدورة التحضيرية للمدارس الثانوية           | باك + 2                    | المستوى 5            | ويشهد المستوى 5 على القدرة على إتقان المعرفة في مجال النشاط، وتطوير حلول للمشاكل الجديدة، وتحليل المعلومات وتفسيرها من خلال تعبئة المفاهيم، ونقل المعرفة والأساليب. يتم تدريب الخريجين على شغل وظائف كعمال أو فنيين مؤهلين. | المستوى الثالث             |
| شهادة الليسانس الوطنية بكالوريوس جامعي في التكنولوجيا           | باك + 3                    | المستوى 6            | ويشهد المستوى 6 على القدرة على تحليل وحل المشكلات المعقدة غير المتوقعة في مجال معين، وإضفاء الطابع الرسمي على الدراية والأساليب والاستفادة منها. يتم تدريب خريجي درجة البكالوريوس لملء وظائف الفنيين المهرة. | المستوى الثاني             |
| درجة الماجستير الوطنية                                          | باك + 5                    | المستوى 7            | يشهد المستوى 7 على القدرة على تطوير وتنفيذ استراتيجيات بديلة لتطوير النشاط في سياقات معقدة، وكذلك تقييم المخاطر والعواقب المترتبة على نشاط الفرد. يتم تدريب حاملي الماجستير لتولي الوظائف الإدارية. | المستوى الأول              |
| درجة الدكتوراه الوطنية                                          | باك + 8                    | المستوى 8            | ويشهد المستوى 8 على القدرة على تحديد وحل المشاكل المعقدة والجديدة التي تنطوي على عدد وافر من المجالات، من خلال حشد المعرفة والدراية الأكثر تقدما، لتصميم وإدارة مشاريع وعمليات البحث والابتكار. يتم تدريب خريجي دبلوم الدكتوراه الوطنية على شغل الوظائف الإدارية.                                                                          | المستوى الأول              |